# 徐元正 (萬曆進士)
徐元正（1558年—？），字景文，號振雅，直隸蘇州府吳縣民籍，太倉州人，明朝政治人物。

## 生平
萬曆十三年（1585年）乙酉應天鄉試六十七名，萬曆十四年（1586年）丙戌科會試一百二十名，登三甲第一百八十九名進士。大理寺观政，授江西九江府推官，二十年十月选授贵州道御史，二十二年长芦巡盐，二十三年养病。二十七年補福建道，本年十一月奉命巡边直隶宣大，二十八年丁憂歸。三十一年十月復補河南道御史，巡按江西，三十三年冬十月以叔父徐申见任应天府府尹，引例回避，改升尚宝司少卿。三十六年八月升太仆寺少卿，专管京营，三十九年五月以糺察拾遗调外任用。
申时行年轻时在徐家做过家塾老师，徐元正祖父徐封去世後，曾为其撰写合葬墓志铭。徐封与文徵明、王宠等人交游，在家修建紫芝园，主厅“东雅堂”及其他厅堂都请文徵明题额。

## 家族
曾祖徐焴，曾任□□；祖父徐封（1503年-1587年），號默川，曾任太學生；父徐仲簡，號芝石，封文林郎推官。母湯氏。重庆下。兄元孝。弟元節（生员）。